# Damel
Damel era un titolo assegnato ai sovrani wolof del regno di Cayor, situato nell'antichità nella zona occidentale dell'odierno Senegal.
Tra la metà del XVI secolo e la fine del XIX secolo ve n'erano una trentina: il loro numero varia a seconda delle fonti, che conteggiano o non conteggiano i regni durati qualche giorno o qualche ora di "damelato". Alcuni damel hanno regnato a più riprese: tra questi Meïssa Bigué (tre volte), Madiodio (due volte) e Lat Dior (due volte). Lat Dior (1842-1886) è considerato un eroe nazionale in Senegal, avendo animato la resistenza contro l'occupazione francese ed essendo morto in battaglia.
Qualche sovrano recava il titolo doppio di damel-teigne. È il caso di Amary Ngoné Sobel e Lat Soukabé.